# Мідногорський мідеплавильний завод
Мідногорський мідеплавильний завод — металургійне підприємство в Оренбурзькій області Росії.
У 1930-х роках створили Мідногорський мідно-сірчаний комбінат, сировинною базою якого стала продукція Блявінського рудника. Плавку руди організували за сім кілометрів на захід від кар'єру, в долині річки Бляви. У 1939-му тут ввели в дію першу чергу, яка мала проєктну потужність на рівні 0,7 млн тонн руди та використовувала процес Оркла для її плавки, результатом чого був мідний штейн та сірка. Руда, що надходила в переробку, мала вміст міді 1—2 % та сірки 45—48 %.
У 1950-му ввели в дію другу чергу, що дозволило довести виробництво сірки до 250—280 тисяч тонн на рік (на той час близько 80 % загального обсягу виробництва сірки в СРСР). У 1959-му після встановлення додаткового обладнання завод перейшов з випуску штейну на чорнову мідь.
У 1959-му запустили цех переробки пилу, який дозволяв продукувати германієвий концентрат та чорновий свинець.
В 1961-му запустили виробництво сульфатної кислоти.
На початку 1970-х Блявінський рудник закрили через вичерпання запасів, втім, вже з початку 1960-х до Мідногорська надходила руда з Гайського рудника, який почав розробку унікального Гайського родовища. Також завод використовував концентрати Сібайської, Учалінської, Бурібаєвської збагачувальних фабрик.
У 1986-му зупинили виробництво сірки. В той же час, нейтралізація шкідливих газів плавки сульфатних мідних руд є невід'ємною частиною технологічного процесу, так що виробництво сульфатної кислоти в Мідногорську й далі існувало. Станом на першу половину 2000-х завод продукував понад 40 тисяч тонн цієї кислоти на рік, а в 2007 році цех сульфатної кислоти отримав другу технологічну лінію.
У 2010-му законсервували виробництво германієвого концентрату.
У 2021-му завод накопичений випуск міді з часів заснування заводу досягнув 2 млн тонн. Наразі вся чорнова мідь спрямовується для подальшої переробки на завод у Верхній Пишмі.
Можливо також відзначити, що з 2001-го Мідногорський мідно-сірчаний комбінат входить до групи Уральської гірничо-металургійної компанії (володіє, зокрема, також згаданими вище Гайським, Сібайським, Учалінським, Бурібаєвським видобувними майданчиками та заводом у Верхній Пишмі).